# اپیرموپی
اپیرموپی (𒂊𒉆𒈬𒉈) حاکم ایلام طی سالهای ۲۱۹۹–۲۱۵۴ قبل از مبلاد است که سابقاً با نام ای نام-مو-ده شناخته می‌شد. اسم او کاملاً اسمی اکدی است. او در زمان حکومت دو تن از پادشهان اکد ریموش و منیشتوشو یا حتی زودتر در زمان نارام‌سین بر ایلام حکومت می‌کرده‌است. البته احتمالاً حکومتش بصورت ترکیبی از تبعیت و استقلال است مثلاً عنوان "فرمانده نظامی" یا "انسی" موید همین مسئله است.
جانشین او احتمالاً ایل ایشمانی است. که بعد از او حکومت امپراطوری اکد رو به زوال رفت و همین دلیلی شد تا بار دیگر حکمرانان محلی از خاندان اوان دوباره بر ایلام حکومت کنند.

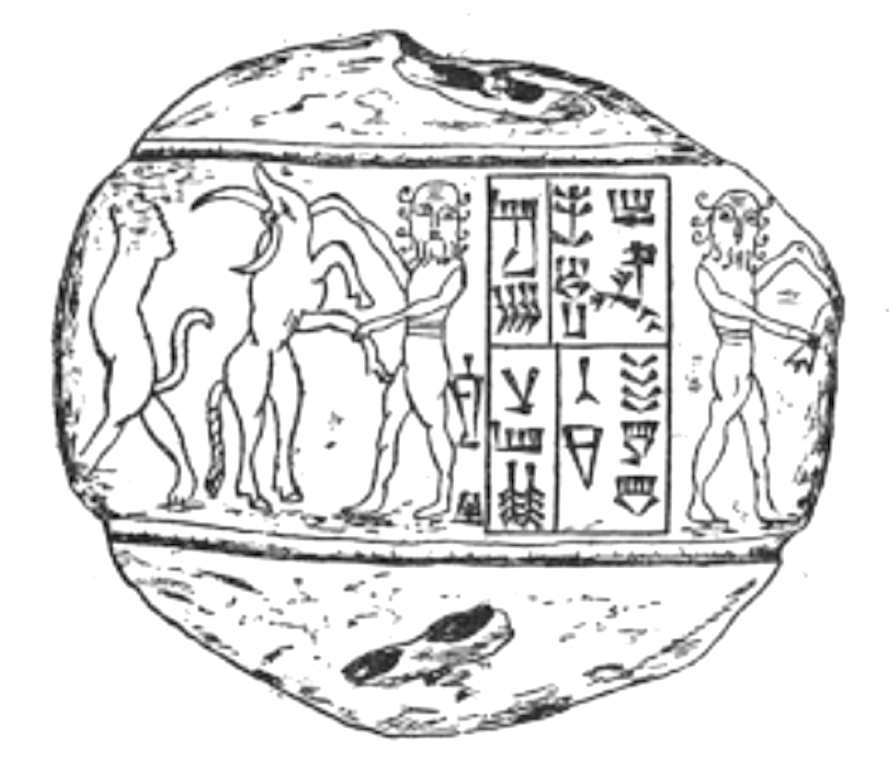
مهر با نوشته «لیبوربلی، خدمتکار اپیرموپی بزرگ».
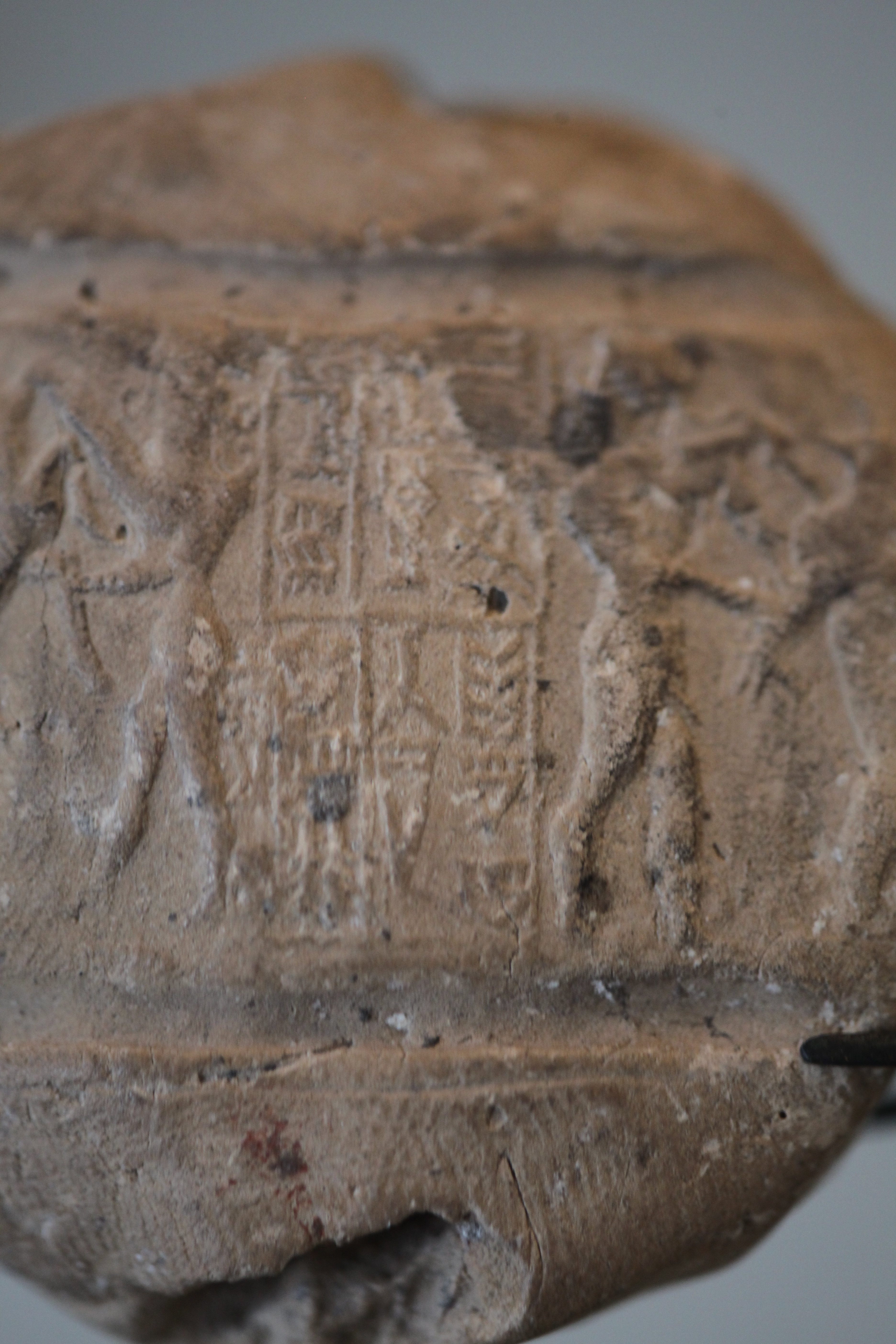
مهر با نوشته «لیبوربلی، خدمتکار اپیرموپی بزرگ».(با جزییات بیشتر)
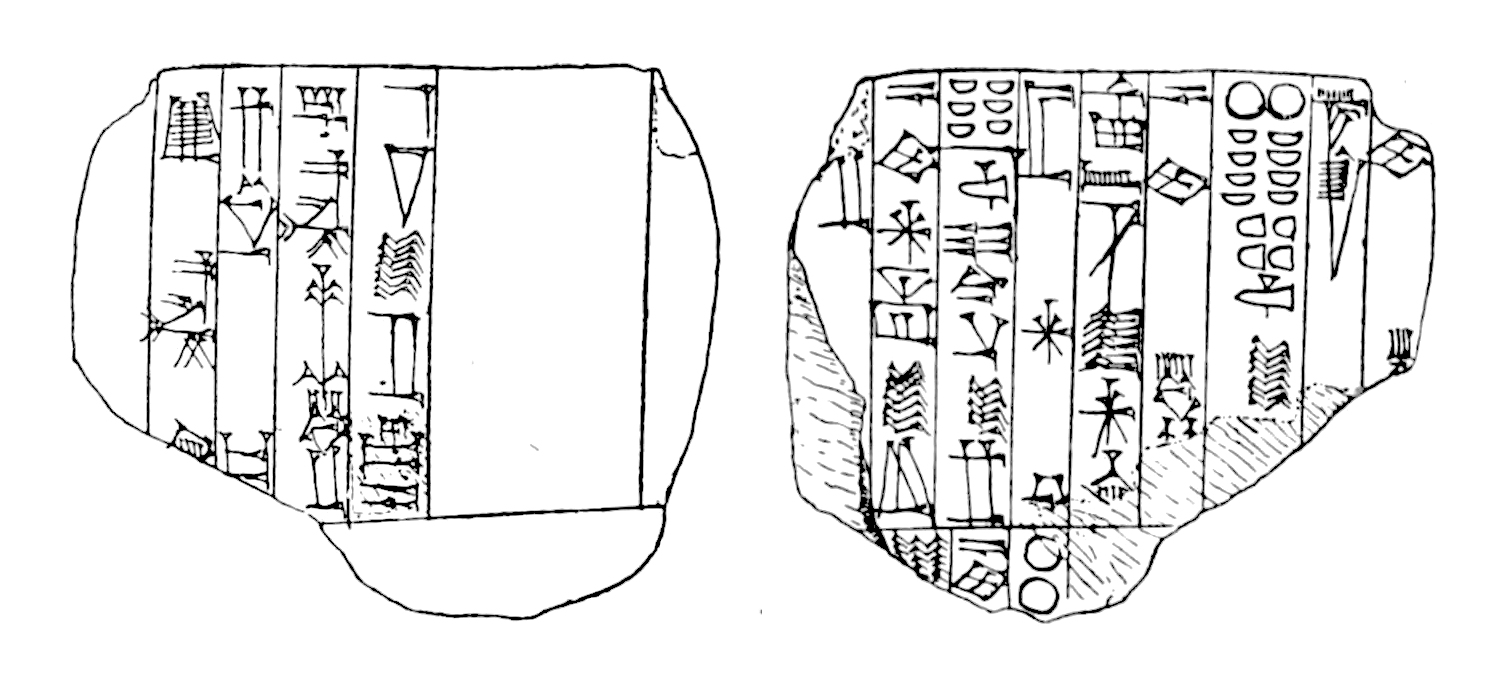
مهر «اپیرموپی انسی شوش» 𒂊𒉆𒈬𒉈 𒑐𒋼𒋛 𒋢𒉆𒆠
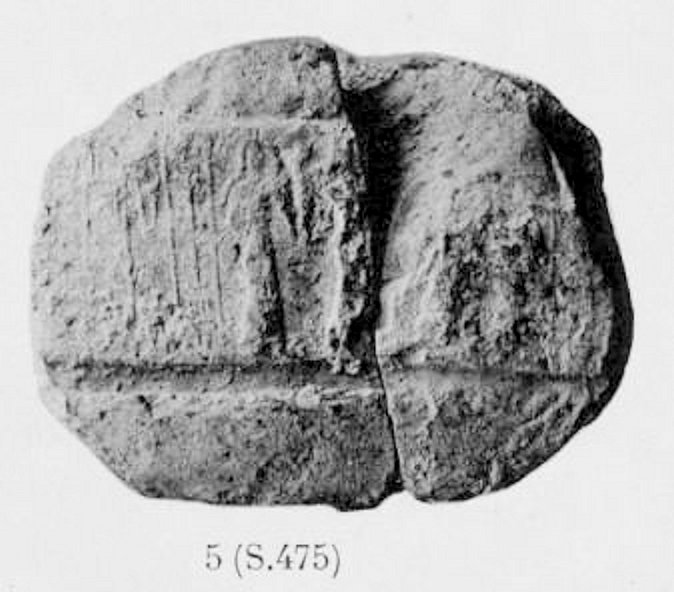
مهر «اپیرموپی فرماندار نظامی ایلام» 𒂊𒉆𒈬𒉈 𒄊𒀴 𒉏𒆠.
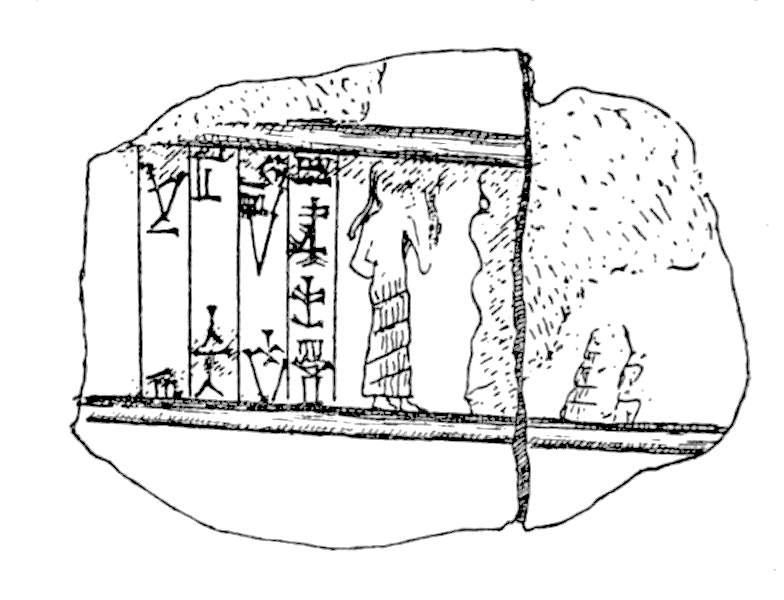
مهر «اپیرموپی فرماندار نظامی ایلام»  𒂊𒉆𒈬𒉈 𒄊𒀴 𒉏𒆠